# Montecchio Emilia
Montecchio Emilia ist eine italienische Gemeinde (comune) mit 10.464 Einwohnern (Stand 31. Dezember 2023) in der Provinz Reggio Emilia in der Emilia-Romagna. Die Gemeinde liegt etwa 14 Kilometer westlich von Reggio nell’Emilia und etwa 13,5 Kilometer südöstlich von Parma an der Enza, einem Nebenfluss des Pos. Seit 2008 führt die Gemeinde den Titel Città (Stadt).

## Geschichte
In der Antike war die Siedlung als Monticulum bekannt. Hier konnte die Enza am oberen Apennin überquert werden. Später gehörten die Ortschaft mit den umliegenden Dörfern zum Herzogtum Modena und Reggio und folgend zur Cispadanischen Republik.

## Persönlichkeiten
- Mario Pisu (1910–1976), Schauspieler
- Omar Galliani (* 1954), Künstler
- Luca Cigarini (* 1986), Fußballspieler
- Nicolò Bulega (* 1999), Motorradrennfahrer

## Verkehr
Die heutige Staatsstraße 9 entspricht in etwa dem Verlauf der antiken Via Aemilia. Sie verläuft etwas nördlich von der Gemeinde parallel zur Autostrada A1 von Mailand Richtung Florenz und Rom.